# وجر دو لا فرنترا
وجر دو لا فرنترا (به اسپانیایی: Vejer de la Frontera) یک شهرستان در اسپانیا است.

## خصوصیات
وجر دو لا فرنترا ۵۸ کیلومترمربع مساحت و ۱۲٬۷۷۶ نفر جمعیت دارد.